# К
Cette page contient des caractères spéciaux ou non latins. S’ils s’affichent mal (▯, ?, etc.), consultez la page d’aide Unicode.
Ne doit pas être confondu avec la lettre latine K, la lettre grecque Κ ou la lettre copte Ⲕ.

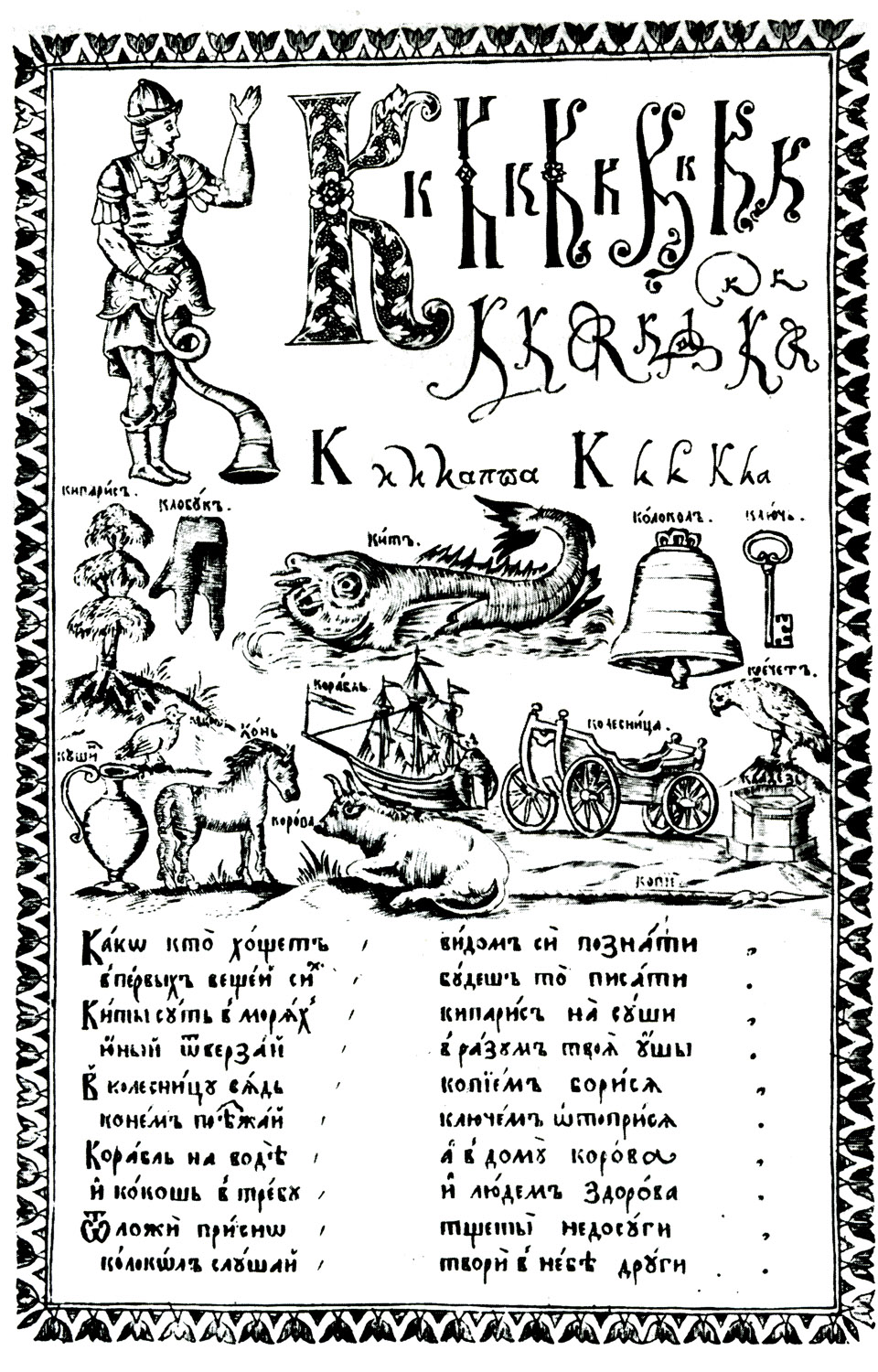
Les formes du ka dans l’Alphabet de Karion Istomin de 1694.

Ka (capitale К, minuscule к) est une lettre de l'alphabet cyrillique.

## Linguistique
К représente le son /k/.

## Représentations informatiques
- Unicode[1] :
  - Capitale К : U+041A
  - Minuscule к : U+043A